# Jet FM (Belgique)
Jet FM était une radio locale belge indépendante, généraliste et classée adulte contemporaine. Elle était située à Bruxelles, créée le 27 avril 2006 à la suite de la disparition de Bel FM. Son format Music & News s'accompagnait de programmes musicaux Funky, Lounge, House et Jazz.
Jet FM n'est plus diffusée par la modulation de fréquence le 21 juillet 2008 après deux ans de fonctionnement, du fait du plan fréquence 2008. Malgré cette disparition de la bande FM, Jet FM est toujours écoutable depuis son site Internet.

## Ancienne fréquence
- Bruxelles : 100.3 puis 98.5